# Michel Rougerie

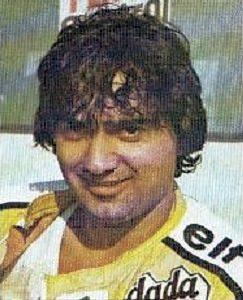
Michel Rougerie in 1978

Michel "Mimile" Rougerie (Montreuil, 21 april 1950 – Rijeka, 31 mei 1981) was een Frans motorcoureur. Zijn beste seizoen was dat van 1975, toen hij tweede werd in het wereldkampioenschap wegrace in de 250cc-klasse.

## Carrière

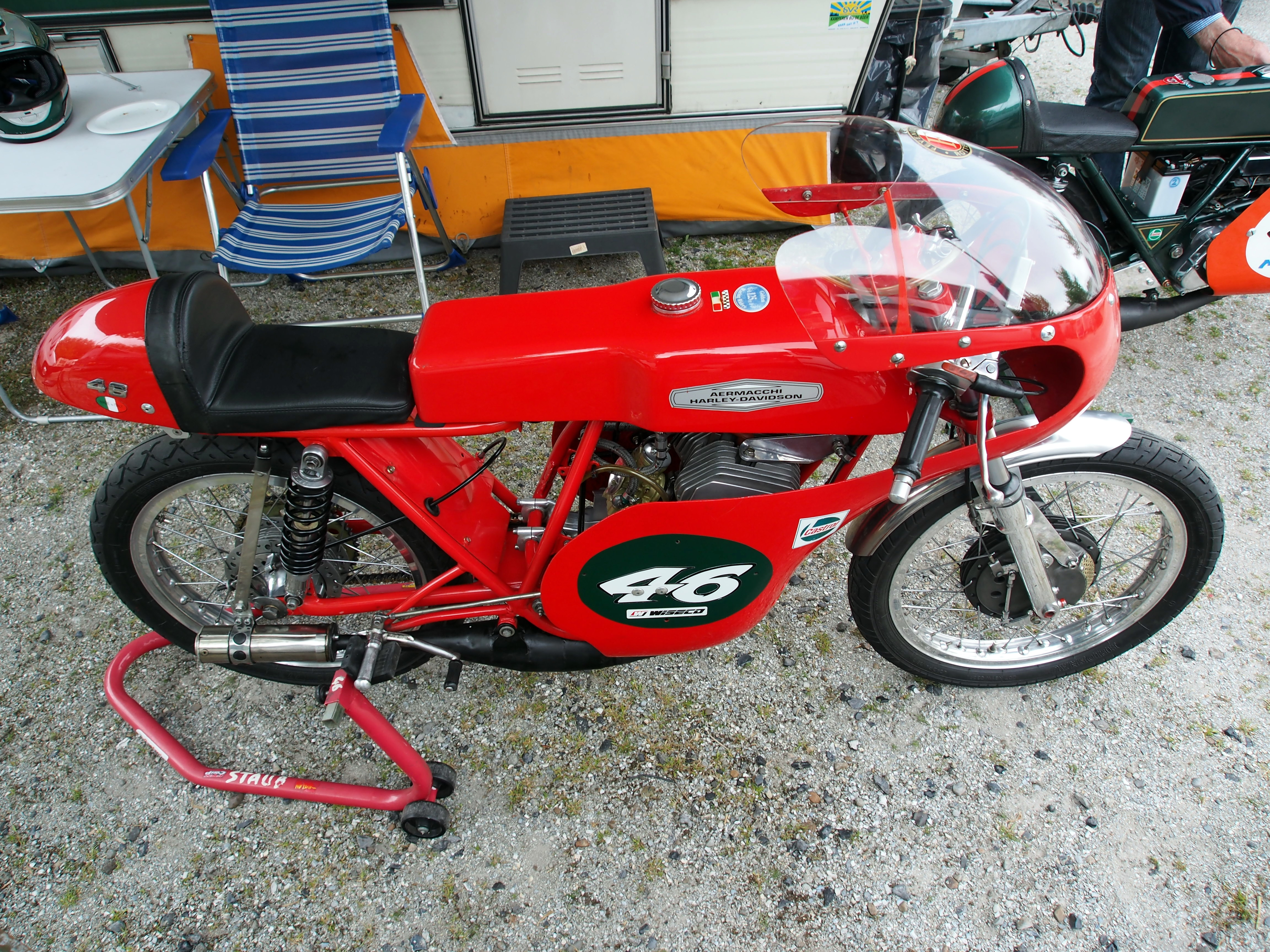
Aermacchi Ala d'Oro 125

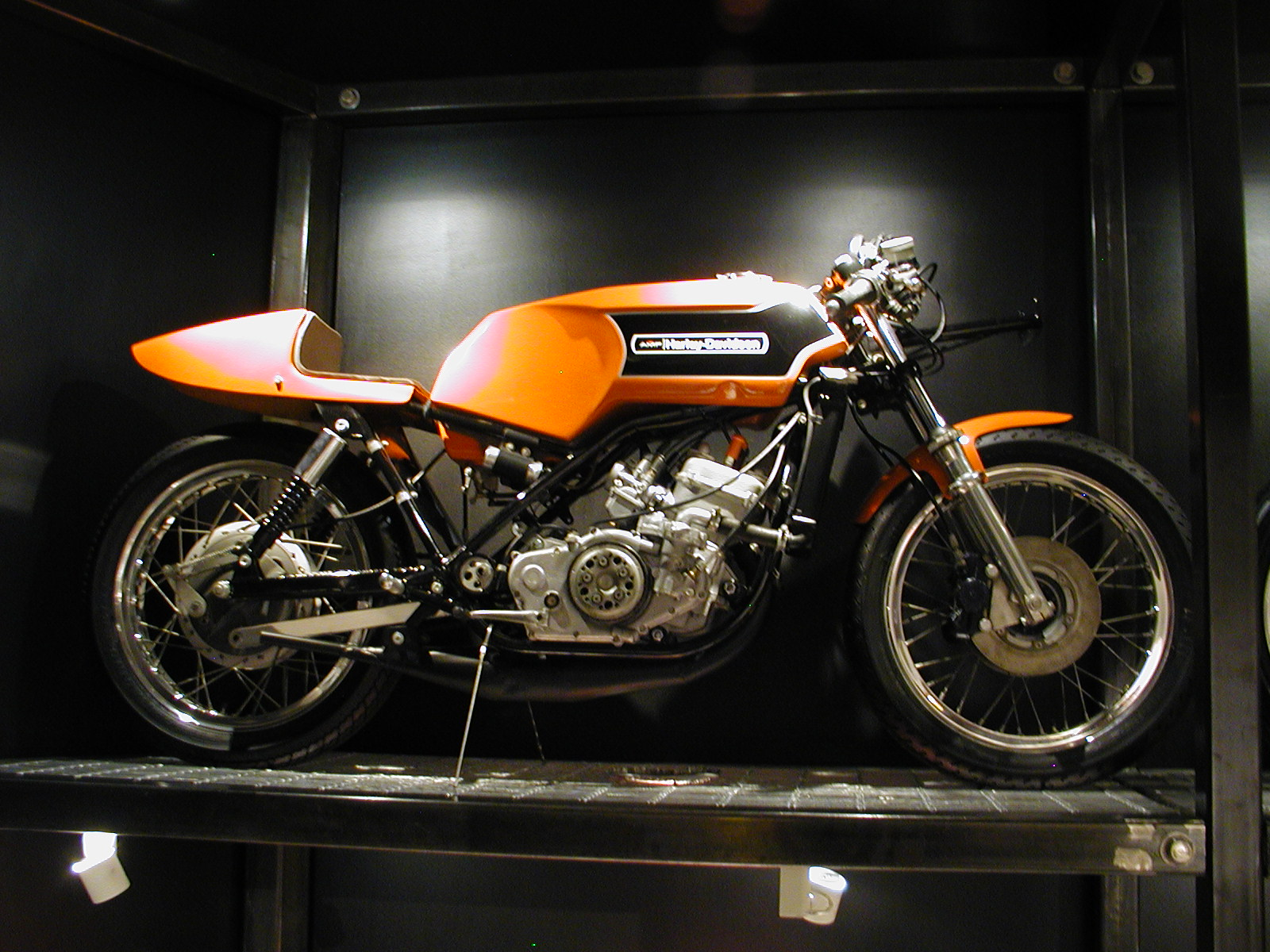
Harley-Davidson RR 250

Michel Rougerie, zoon van een vrachtwagenchauffeur, haalde in 1968 zijn motorrijbewijs en begon in 1969 deel te nemen aan races met een Honda CB 77, waarmee hij derde werd in het Franse 350cc-kampioenschap. Tijdens de 1000 km van Le Mans kreeg hij contact met de Honda-dealer Christian de Vilaseca, eigenaar van Japauto. Hij nam Michel aan als monteur en zette hem in het team voor de Bol d'Or, die hij samen met Daniel Urdich won. 
In 1970 nam Rougerie deel aan de Grand Prix van Frankrijk, in de 250cc-klasse met een Honda CB 250 en in de 125 cc-klasse met een Maico RS 125, maar in beide races viel hij uit. Hij werd met een Kawasaki H 1 R Frans kampioen in de 500cc-klasse. In de 125cc-klasse werd hij tweede. 
In 1972 behaalde hij zijn eerste punten in het wereldkampioenschap wegrace. In Clermont-Ferrand werd hij in de 125cc-klasse negende met een Aermacchi Ala d'Oro 125 en in de 350cc-klasse eveneens negende met een Aermacchi 350. Hij werd Frans 250cc-kampioen.
In 1973 nam Harley-Davidson het Italiaanse merk Aermacchi over. Via de Franse importeur kreeg Michel Rougerie de beschikking over 250- 350- en 391cc-productieracers, maar na het overlijden van fabrieksrijder Renzo Pasolini werd hij samen met Gianfranco Bonera opgenomen in een min of meer geïmproviseerd fabrieksteam. Tot juli van dat jaar kon Harley-Davidson slechts gedeeltelijke fabriekssteun geven en pas daarna werd een behoorlijk team opgezet onder leiding van Gilberto Milani. De machines werden doorontwikkeld en tegen het einde van het seizoen werden ze voorzien van waterkoeling. Michel Rougerie werd vijfde in het wereldkampioenschap 250 cc.
In 1974 bleef Rougerie bij Harley-Davidson, maar dat trok Walter Villa aan als opvolger van Pasolini en Rougerie werd tweede rijder. Hij startte enkele malen met de Harley-Davidson 391 in de 500cc-klasse, maar Harley concentreerde zich op de 250cc-klasse. Daarin werd Villa wereldkampioen, Rougerie werd negende.
In 1975 moest Rougerie opnieuw tweede viool spelen achter Walter Villa. Hij won de 250cc-Grand Prix van Finland nadat Villa uitgevallen was, waardoor hij wel Villa's wereldtittel veiligstelde. Hij won ook de Grand Prix van Tsjecho-Slowakije nadat Villa een heel slechte start had gehad. Michel Rougerie eindigde als tweede in het wereldkampioenschap 250 cc. Hij startte ook in de 350cc-klasse, maar Harley-Davidson beschouwde dit als training voor de 250cc-klasse. Rougerie en Mimmo Cazzaniga kregen dan ook licht opgeboorde 250cc-racers.
In 1976 verliet Rougerie het team van Harley-Davidson. Hij werd opgenomen in het team van ELF, samen met Bruno Kneubühler en Philippe Coulon. Hij kreeg een Suzuki RG 500 voor het wereldkampioenschap wegrace en een Yamaha TZ 750 voor de Formule 750-races. Hij kwam niet verder dan twee vierde plaatsen in de 500cc-klasse, maar in de Formule 750 boekte hij enkele overwinningen en werd hij vierde in de eindstand. Hij kreeg een ernstig verkeersongeluk, waarbij hij een gecompliceerde beenbreuk opliep en zijn seizoen moest afbreken.
In 1977 had Rougerie een tamelijk beperkt racebudget, ook al omdat het team ELF door financiële problemen was opgeheven. Met steun van het team Diemme kon hij toch een tamelijk volledig seizoen in de 350cc- en de 500cc-klasse rijden met een Yamaha TZ 350 en een Suzuki RG 500. Hij won de 350cc-Spaanse Grand Prix. 
In 1978 had het Suzuki-fabrieksteam, Heron Suzuki GB, haar team uitgedund tot slechts twee rijders: Barry Sheene en Pat Hennen. Na een zwaar ongeluk van Hennen tijdens de TT van Man kreeg Wil Hartog diens fabrieksracer, maar om de titel voor Sheene zeker te stellen werd Sheene's eigen reservemachine met ingang van de Belgische Grand Prix aan Michel Rougerie gegeven. Door een val in de Finse Grand Prix schreef Michel deze motorfiets echter af. 
In 1979 trad Rougerie weer als privérijder aan, maar met steun van ELF en Pernod. Hij reed met een Bimota-Yamaha in de 350cc-klasse en met een Suzuki in de 500cc-klasse. Na de TT van  Assen bood Motobécane Rougerie de 125cc-fabrieksracer van de geblesseerde Thierry Espié aan, maar hij kon dit aanbod niet accepteren omdat Motobécane gesponsord werd door Castrol. Het hele seizoen werd hij geplaagd door pech en hij werd slechts 15e in de 500cc-klasse en 17e in de 350cc-klasse. 
1980 verliep nog dramatischer voor Michel Rougerie. Hij werd 17e in de 500cc-klasse. In de vierde ronde van de 500cc-race in Silverstone kon hij de vallende Patrick Pons niet meer ontwijken. Pons werd geraakt door de machine van Rougerie en werd met hoofdletsel naar het ziekenhuis gebracht, waar hij twee dagen later overleed. 

## Overlijden
In 1981 begon Pernod een eigen team en men werkte zelfs aan een geheel eigen racemotor. Michel Rougerie startte voor het team in de 250- en de 350cc-klassen, maar scoorde slechts één punt, in Italië. Door een val in de Grand Prix van Oostenrijk moest hij rust nemen waardoor hij de Duitse Grand Prix miste. Tijdens de Grand Prix van Joegoslavië viel hij opnieuw. Hij lag midden op de baan en probeerde naar de berm te rennen, maar zijn eigen teamgenoot Roger Sibille kon hem niet meer ontwijken en reed hem aan. Michel Rougerie overleed vrijwel onmiddellijk. 
Michel Rougerie was niet getrouwd. Hij had een handel in motoronderdelen in Parijs. 

## Trivia
De zanger Johnny Hallyday was Michel Rougerie's beste vriend en was vaak te vinden in Rosny-sous-Bois, waar Michel nog bij zijn ouders woonde.

## Wereldkampioenschap wegrace resultaten
(Races in vet zijn pole-positions; races in cursief geven de snelste ronde aan, punten (tussen haakjes) zijn inclusief streepresultaten.)
| Jaar | Klasse | Team                                | Motorfiets                         | 1       | 2            | 3       | 4       | 5       | 6       | 7       | 8          | 9       | 10      | 11      | 12      | 13      | Punten  | Plaats | Overwinningen |
| ---- | ------ | ----------------------------------- | ---------------------------------- | ------- | ------------ | ------- | ------- | ------- | ------- | ------- | ---------- | ------- | ------- | ------- | ------- | ------- | ------- | ------ | ------------- |
| 1970 | 125 cc | Privé                               | Maico                              | DUI -   | FRA DNF      | ADR -   | IOM -   | NED -   | BEL -   | DDR -   | TSL -      | FIN -   |         | NAT -   | SPA -   |         | 0       | -      | 0             |
| 1970 | 250 cc | Privé                               | Honda CB 250                       | DUI -   | FRA DNF      | ADR -   | IOM -   | NED -   | BEL -   | DDR -   | TSL -      | FIN -   | ULS -   | NAT -   | SPA -   |         | 0       | -      | 0             |
| 1972 | 125 cc | Privé                               | Aermacchi Ala d'Oro 125            | DUI -   | FRA 9        | OOS -   | NAT -   | IOM -   | JOE -   | NED -   | BEL 16     | DDR -   | TSL -   | ZWE -   | FIN -   | SPA -   | 2       | 38e    | 0             |
| 1972 | 250 cc | Privé                               | Yamaha TD 3                        | DUI -   | FRA -        | OOS -   | NAT -   | IOM -   | JOE -   | NED -   | BEL 12     | DDR -   | TSL -   | ZWE -   | FIN -   | SPA -   | 0       | -      | 0             |
| 1972 | 350 cc | Privé                               | Aermacchi 350                      | DUI -   | FRA 9        | OOS -   | NAT -   | IOM -   | JOE -   | NED -   |            | DDR -   | TSL -   | ZWE -   | FIN -   | SPA -   | 2       | 32e    | 0             |
| 1973 | 250 cc | Privé en Harley-Davidson            | Harley-Davidson RR 250             | FRA 4   | OOS -        | DUI -   | NAT -   | IOM -   | JOE -   | NED 2   | BEL 4      | TSL 2   | ZWE DNF | FIN -   | SPA 6   |         | 45      | 5e     | 0             |
| 1973 | 350 cc | Privé en Harley-Davidson            | Harley-Davidson RR 350             | FRA -   | OOS -        | DUI -   | NAT -   | IOM -   | JOE -   | NED -   |            | TSL 7   | ZWE 15  | FIN -   | SPA DNF |         | 4       | 34e    | 0             |
| 1973 | 500 cc | Privé en Harley-Davidson            | Harley-Davidson 391                | FRA DNF | OOS -        | DUI -   | NAT -   | IOM -   | JOE -   | NED DNF | BEL 5      | TSL -   | ZWE -   | FIN -   | SPA -   |         | 6       | 29e    | 0             |
| 1974 | 250 cc | Harley-Davidson                     | Harley-Davidson RR 250             |         | DUI boycot   |         | NAT DNF | IOM -   | NED DNF | BEL 5   | ZWE 8      | FIN 2   | TSL DNF | JOE DNF | SPA -   |         | 21      | 9e     | 0             |
| 1974 | 350 cc | Harley-Davidson                     | Harley-Davidson RR 350             | FRA 5   | DUI boycot   | OOS 5   | NAT 3   | IOM -   | NED 13  |         | ZWE DNF    | FIN 8   |         | JOE DNF | SPA -   |         | 25      | 7e     | 0             |
| 1974 | 500 cc | Harley-Davidson                     | Harley-Davidson 391                | FRA 5   | DUI boycot   | OOS DNF | NAT -   | IOM -   | NED -   | BEL 6   | ZWE -      | FIN -   | TSL 8   |         |         |         | 14      | 16e    | 0             |
| 1975 | 250 cc | Harley-Davidson                     | Harley-Davidson RR 250             | FRA 3   | SPA 6        |         | DUI 2   | NAT 3   | IOM -   | NED 2   | BEL 2      | ZWE DNF | FIN 1   | TSL 1   | JOE -   |         | 76 (91) | 2e     | 2             |
| 1975 | 350 cc | Harley-Davidson                     | Harley-Davidson RR 250 (opgeboord) | FRA -   | SPA DNF      | OOS -   | DUI -   | NAT -   | IOM -   | NED DNF |            |         | FIN DNF | TSL DNF | JOE -   |         | 0       | -      | 0             |
| 1975 | 500 cc | Harley-Davidson                     | Harley-Davidson RR 500             | FRA 7   |              | OOS -   | DUI DNF | NAT DNF | IOM -   | NED -   | BEL -      | ZWE -   | FIN -   | TSL -   |         |         | 4       | 28e    | 0             |
| 1976 | 250 cc | Privé                               | Yamaha TZ 250                      | FRA DNF |              | NAT DNF | JOE -   | IOM -   | NED -   | BEL -   | ZWE -      | FIN -   | TSL -   | DUI -   | SPA -   |         | 0       | -      | 0             |
| 1976 | 350 cc | Privé                               | Yamaha TZ 350                      | FRA DNF | OOS -        | NAT -   | JOE -   | IOM -   | NED -   |         |            | FIN -   | TSL -   | DUI -   | SPA -   |         | 0       | -      | 0             |
| 1976 | 500 cc | Privé (Team ELF)                    | Suzuki RG 500                      | FRA DNS | OOS 4        | NAT DNF |         | IOM -   | NED DNF | BEL 4   | ZWE -      | FIN -   | TSL -   | DUI -   |         |         | 16      | 15e    | 0             |
| 1977 | 250 cc | Privé                               | Yamaha TZ 250                      | VEN -   |              | DUI -   | NAT -   | SPA 6   | FRA -   | JOE DNF | NED -      | BEL -   | ZWE -   | FIN -   | TSL -   | GBR -   | 5       | 27e    | 0             |
| 1977 | 350 cc | Privé (Team Diemme)                 | Yamaha TZ 350                      | VEN -   | OOS afgelast | DUI 9   | NAT 4   | SPA 1   | FRA DNF | JOE 3   | NED 2      |         | ZWE DNF | FIN DNF | TSL 8   | GBR DNF | 50      | 4e     | 1             |
| 1977 | 500 cc | Privé (Team Diemme)                 | Suzuki RG 500                      | VEN -   | OOS -        | DUI DNF | NAT DNF |         | FRA DNF |         | NED 8      | BEL 23  | ZWE 11  | FIN 4   | TSL 3   | GBR DNF | 21      | 13e    | 0             |
| 1978 | 350 cc | Privé                               | Yamaha TZ 500                      | VEN -   |              | OOS 6   | FRA 10  | NAT 4   | NED DNF |         | ZWE 10     | FIN 7   | GBR 4   | DUI 3   | TSL 3   | JOE -   | 47      | 6e     | 0             |
| 1978 | 500 cc | Privé Suzuki (Team Heron Suzuki GB) | Suzuki RG 500                      | VEN -   | SPA 14       | OOS 6   | FRA DNF | NAT DNF | NED 6   | BEL 4   | ZWE DNF    | FIN DNF | GBR 11  | DUI 6   |         |         | 23      | 10e    | 0             |
| 1979 | 350 cc | Privé                               | Bimota-Yamaha TZ 350               | VEN DNF | OOS DNF      | DUI DNF | NAT DNF | SPA DNF | JOE 14  | NED DNF |            |         | FIN DNF | GBR 6   | TSL DNF | FRA 6   | 10      | 17e    | 0             |
| 1979 | 500 cc | Privé                               | Suzuki RG 500                      | VEN 5   | OOS DNF      | DUI DNF | NAT DNF | SPA 9   | JOE 6   | NED DNF | BEL boycot | ZWE DNF | FIN DNF | GBR DNF |         | FRA 8   | 16      | 15e    | 0             |
| 1980 | 500 cc | Privé                               | Suzuki RG 500                      | NAT DNS | SPA 11       | FRA 7   |         | NED 14  | BEL DNF | FIN 15  | GBR DNF    | TSL -   | DUI -   |         |         |         | 4       | 17e    | 0             |
| 1981 | 250 cc | Privé (Team Pernod)                 | Yamaha TZ 250                      | ARG DNF |              | DUI -   | NAT -   | FRA -   | SPA -   |         |            |         |         |         |         |         | 0       | -      | 0             |
| 1981 | 350 cc | Privé (Team Pernod)                 | Yamaha TZ 350                      | ARG DNF | OOS DNF      | DUI DNS | NAT 10  |         |         | JOE (†) |            |         |         |         |         |         | 1       | 32e    | 0             |